# 아카바네바시역
아카바네바시역(일본어: 赤羽橋駅, あかばねばしえき)은 일본 도쿄도 미나토구에 있는 철도역이다. 역 번호는 E 21이다.

## 역 구조
섬식 승강장 1면 2선의 지하역. 개찰구는 지하 1층, 플랫폼은 지하 2층에 있다.
승강장의 벽면에 다수의 네모난 유리가 많이 있다. 이 유리는 이탈리아의 베토로아레도사가 제작한 것이다.
또 긴급시 등을 대비하여 아자부주반 측에 건늠선을 두었으며 회차가 가능한 구조로 되어 있는데 이 역은 당역 출발 열차가 아예 설정되어 있지 않다.

### 승강장
| 1 | ○ 도영 지하철 오에도 선 | 다이몬・료고쿠 방면                 |
| 2 | ○ 도영 지하철 오에도 선 | 롯폰기・도초마에・히카리가오카 방면 |

## 역 주변
- 국도 1호선
- 도쿄 타워
- 시부야 강
- 주일 대사관
  -  파푸아뉴기니
  -  이탈리아
  -  오스트레일리아
  -  쿠바
  -  칠레
- 도쿄 프린스 호텔
- 더 프린스 파크 타워 도쿄
- 도영 지하철 미타 선 시바 공원역
- 시바 공원
- 게이오기주쿠 대학 미타 캠퍼스

## 역사
- 2000년 12월 12일: 도영 오에도 선 국립경기장 역 ~ 도청앞역 간 개통함에 따라 영업 개시.

## 같이 보기
- 아카바네역 - 동일본 여객철도
- 아카바네이와부치 역 - 도쿄 지하철・사이타마 고속철도
  - 아카바네바시와 아카바네는 완전히 다른 장소이므로 주의.

## 인접역
| 도쿄 도 교통국 오에도 선  | 도쿄 도 교통국 오에도 선 | 도쿄 도 교통국 오에도 선          |
| ------------------------- | ------------------------ | --------------------------------- |
| E 20 다이몬 도초마에 방면 | 오에도 선                | E 22 아자부주반 히카리가오카 방면 |